# Немское сельское поселение
Немское сельское поселение — упразднённое муниципальное образование в составе Немского района Кировской области России.
Центр — деревня Слудка.

## История
Немское сельское поселение образовано Законом Кировской области от 5 июля 2011 года № 18-ЗО путём объединения бывших Колобовского, Марковского и Слудского сельских поселений.
К 2021 году упразднено в связи с преобразованием муниципального района в муниципальный округ.

## Состав
В поселение входят 15 населённых пунктов (население, 2010):
| - деревня Слудка — 257 чел.; - деревня Вишневка — 59 чел.; - деревня Крестьянка — 11 чел.; - деревня Медкоедово — 4 чел.; - деревня Шаши — 43 чел.; - село Колобово — 162 чел.; - деревня Воронец — 2 чел.; - деревня Козлянка — 26 чел.; | - село Марково — 201 чел.; - деревня Большие Пальники — 33 чел.; - деревня Зуи — 0 чел.; - деревня Козиха — 0 чел.; - деревня Копнята — 25 чел.; - деревня Рагозы — 4 чел.; - село Светополье — 0 чел. |